# Утендорф
Утендорф (њем. Utendorf) општина је у њемачкој савезној држави Тирингија. Једно је од 65 општинских средишта округа Шмалкалден-Мајнинген. Према процјени из 2010. у општини је живјело 482 становника. Посједује регионалну шифру (AGS) 16066079.

## Географски и демографски подаци
Утендорф се налази у савезној држави Тирингија у округу Шмалкалден-Мајнинген. Општина се налази на надморској висини од 380 метара. Површина општине износи 8,1 km². У самом мјесту је, према процјени из 2010. године, живјело 482 становника. Просјечна густина становништва износи 60 становника/km².

## Међународна сарадња
| Мјесто    | Држава    | Врста сарадње | Од    |
| --------- | --------- | ------------- | ----- |
| Трисоно   | Италија   | контакт       | 1990. |
| Боа Колон | Француска | контакт       | 1990. |
|           | Француска | контакт       | 2005. |
| Извор     |           |               |       |